# Anisodes latifasciata
Anisodes latifasciata là một loài bướm đêm trong họ Geometridae.